# 2MASS J07003664+3157266
2MASS J07003664+3157266 ist ein Brauner Zwerg im Sternbild Zwillinge. Er wurde 2003 von John R. Thorstensen & J. Davy Kirkpatrick entdeckt und gehört der Spektralklasse L3,5 an. Seine Position verschiebt sich aufgrund seiner Eigenbewegung jährlich um 0,5616 Bogensekunden. Zudem weist er eine Parallaxe von 0,08 Bogensekunden auf.